# Tvůrci
Tvůrci (anglicky Founders, tj. Zakladatelé), zvaní též měňavci (anglicky changelings), jsou fiktivní rasa ze seriálu Star Trek: Stanice Deep Space Nine. Jde o rasu z Gamma kvadrantu řídící impérium zvané Dominion. Slouží jim Jem'Hadarové, Vortové a další rasy.
Jsou tvořeni z tvarově měnitelných enzymů, což jim umožňuje libovolně měnit tvar, ovšem normálně používají humanoidní vzhled. Před dávnými časy zkoumali Galaxii, ale strach ostatních ras z jejich schopností a následné pronásledování, násilí a usmrcování je učinil tajnůstkářskými a nesnášenlivými vůči Pevným (humanoidům).
Většinu tvaru tráví spojeni do organické hmoty podobné velkému jezeru na své domovské planetě. Tomuto spojení říkají „Velký článek“ (anglicky: Great link).

## Význačné epizody
První setkání Federace s nimi se odehrává v epizodě Pátrání, dva roky po objevení Bajoranské červí díry. Po cca třech letech napětí dojde k devastujícími konfliktu mezi Dominionem a většinou ras Alfa kvadrantu. Tomuto konfliktu se věnují poslední dvě sezóny seriálu. V poslední epizodě jsou Tvůrci poraženi a Odo obětuje svůj vztah s Kirou, aby je mohl zachránit před zničující infekcí, kterou je Federace nakazila.

## Význační představitelé
- Odo – měňavec (angl. Changeling), který žil dlouho s Bajorany a Cardasiany. Poznal, že se Pevným (tj. lidem (v angl. Solids)) dá věřit, a snažil se to vysvětlit ostatním Tvůrcům. Protože při sebeobraně usmrtil jednoho jedince své rasy a byl proti válce vůči lidem (pevným), Velký článek jej potrestal spoutáním schopnosti měnit podobu.
- Nejmenovaný Tvůrce v podobě ženy, která často hovořila s Odem nebo Federací jménem všech Tvůrců.